# My Name Is Barbra, Two...
| Recensione | Giudizio |
| ---------- | -------- |
| AllMusic   |          |

My Name Is Barbra, Two... è il sesto album in studio della cantante statunitense Barbra Streisand, pubblicato nel 1965 dalla Columbia Records.

## Tracce
Lato A
1. He Touched Me – 3:10 (Levin, Schafer)
2. The Shadow of Your Smile – 2:48 (Mandel, Webster)
3. Quiet Night – 2:26 (Hart, Rodgers)
4. I Got Plenty of Nothin' – 3:08 (G. Gershwin, I. Gershwin, Heyward)
5. How Much of the Dream Comes True – 3:06 (Barry, Peacock)
6. Second Hand Rose – 2:11 (Clarke, Hanley)

Lato B
1. The Kind of Man a Woman Needs – 3:55 (Leonard, Martin)
2. All That I Want – 3:50 (Forest, Wolfe)
3. Where's That Rainbow – 3:39 (Hart, Rodgers)
4. No More Songs for Me – 2:54 (Maltby, Shire)
5. Medley – 5:47

## Classifiche
| Classifica (1965) | Posizione massima |
| ----------------- | ----------------- |
| Australia         | 5                 |
| Regno Unito       | 6                 |
| Stati Uniti       | 2                 |